# Humbert I av Savojen
Humbert I av Savojen, född 980, död 1047, var regerande greve av Savojen från 1030 till 1047.